# Donald Hebb
Donald Olding Hebb (22. července 1904, Chester, Nové Skotsko – 20. srpna 1985, Chester, Nové Skotsko) byl kanadský psycholog, představitel neuropsychologie.
Významně přispěl ke zkoumání neuronu a k neuropsychologické teorii učení. Byl 19. nejcitovanějším psychologem ve 20. století. K jeho nejznámějším pracím patří kniha The Organization of Behavior z roku 1949, v níž zkombinoval výzkum mozku s výzkumem lidského chování a vyšších psychických funkcí. Rozvinul zde teorii učení, která je někdy nazývána hebbovské učení. Byl též kritizován za neetičnost některých svých výzkumů, zejména výzkumu senzorické deprivace, některé experimenty byly označeny za týrání dobrovolníků. Na tomto výzkumu měl spolupracovat i se CIA.